# Susana (schip, 1914)
De Susana was een Amerikaans stoomvrachtschip van 5.929 ton, dat op 14 oktober 1942 door de Duitse onderzeeboot U 221 tot zinken werd gebracht.

## Geschiedenis
Het vrachtschip werd door Cantiere Navale Triestino in Monfalcone gebouwd als Erny voor Unione Austriaca di Navigazione in Triëst. In 1914 werd het schip naar Boston (Massachusetts) overgebracht, en in 1917 werd het door de Verenigde Staten tijdens de Eerste Wereldoorlog overgenomen voor de U.S. Shipping Board. In 1919 werd ze verkocht door de Amerikaanse Navy aan de Pools-Amerikaanse Navigation Co. en herdoopt als Warszawa voor vrachtreizen tussen New York en Danzig, Polen. In 1922 nam de U.S. Shipping Board het schip weer over omdat de eigenaar failliet ging. Ze werd in 1923 herdoopt als Stanley Dollar en in 1936 als Susana. Ze was nu eigendom van Madrigal & Co., een bedrijf van Vicente Madrigal gevestigd in Manilla.

## De laatste reis
Tijdens haar laatste reis bestond de bemanning uit 59 koppen. Het schip was geladen met een algemene vracht, post en een aantal ongekende kostbare bezittingen. Het schip sloot zich aan bij konvooi SC-104 voor de overtocht vanuit New York, over de Noord-Atlantische Oceaan met bestemming Cardiff. Daar zou de Susana echter nooit aankomen.
Op 14 oktober 1942 vuurde de U 221 onder commando van Hans-Hartwig Trojer omstreeks 00.04 uur, 00.12 uur en 00.13 uur een torpedo af op schepen die in konvooi SC-104 meevoeren, dat ten noordoosten van St. John's voer.
Trojer beweerde drie schepen met een gezamenlijk tonnage van 13.000 brt tot zinken te hebben gebracht. Hij merkte op hoe het eerste schip in twee stukken brak en wegzonk na 10 minuten. Een tweede getroffen schip begon slagzij te maken, en van een derde getroffen schip werden geluiden gehoord di erop wezen dat het zonk. Toch was tijdens deze aanvallen alleen de Susana getroffen. Wegens de erbarmelijke weersomstandigheden werd door de U-boten min of meer gegist welk schip zij hadden geraakt of niet. Om 00.32 uur werd een vierde torpedo-aanval uitgevoerd. Nu werd de Southern Empress getroffen, en wat later, omstreeks 03.21 uur, door toedoen van Trojer tot zinken gebracht.

## Susana's einde
De Susana met kapitein José Ayesa als gezagvoerder, werd getroffen door een torpedo aan haar stuurboordzijde iets voor het vijfde scheepsruim. Het achterschip zakte snel onder water waardoor het schip in zes minuten tijd wegzonk. De kapitein, 42 bemanningsleden en 16  artilleristen,  (het schip was met een 4-inch, vier 50-cal. en twee 30-cal. snelvuurkanonnen bewapend) moesten het schip onmiddellijk verlaten en in de ruwe golven springen. Enkel zes artilleristen waren erin geslaagd één reddingsboot te water te laten, maar de overige overlevenden moesten noodgedwongen overboord springen, wilden ze niet onder water worden meegetrokken door de zuigkracht van het zinkende schip, dat in positie 53°41' Noord en 41°23' West, snel in zee verdween.
Het Britse reddingsschip Gothland kon zelf geen reddingsboot te water laten en moest voorzichtig manoeuvreren om de mannen rechtstreeks uit de woelige zee op te pikken en 15 bemanningsleden en zes  artilleristen binnen het uur nog te redden uit hun netelige positie. Kapitein Ayesa, 27 bemanningsleden en tien artilleristen konden niet worden gered. Van de 59 opvarenden overleefden 21 personen deze scheepsramp.